# 가용성 휴리스틱
가용성 휴리스틱(Availability heuristic) 또는 가용성 편향(availability bias)은 특정 주제, 개념, 방법 또는 결정을 평가할 때 주어진 사람의 마음에 떠오르는 즉각적인 사례에 의존하는 정신적 지름길이다. 무언가를 회상할 수 있다면, 그것은 중요하거나, 적어도 쉽게 회상할 수 없는 대안적인 해결책보다 더 중요하다는 개념에 따라 작동하는 이 휴리스틱은 본질적으로 최근에 얻은 정보에 편향되어 있다.
어떤 행동의 결과에 대한 정신적 가용성은 그 결과의 인지된 크기와 양의 상관관계가 있다. 즉, 어떤 것의 결과를 더 쉽게 회상할수록 그 결과는 더 크게 인지되는 경향이 있다. 특히, 사람들은 회상 과정의 어려움으로 인해 그 함의가 의심받지 않는다면 종종 회상 내용에 의존한다.

## 개요 및 역사

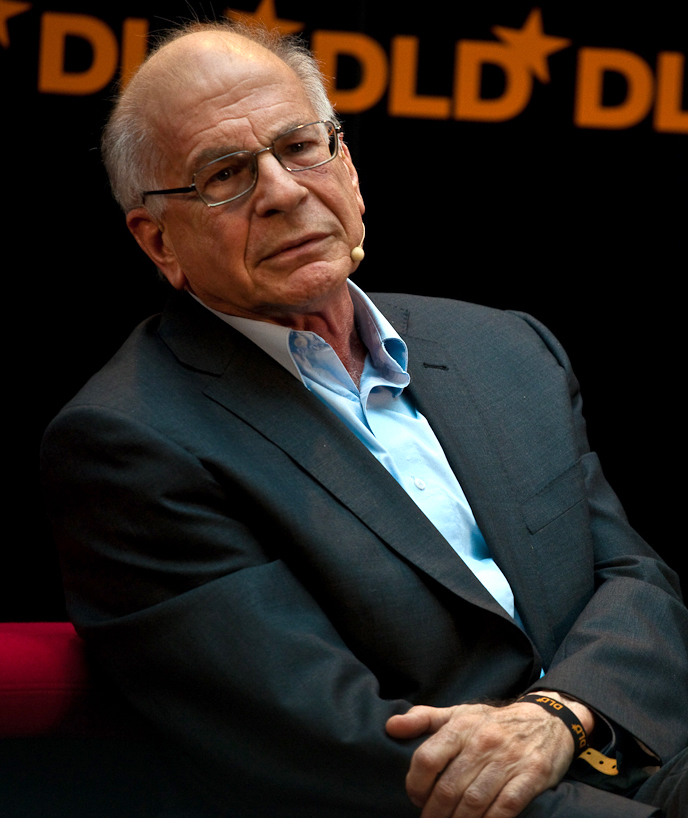
카너먼의 연구는 일반적인 인간의 오류가 휴리스틱과 편향에서 비롯될 수 있음을 밝혔다.

1960년대 후반과 1970년대 초반, 아모스 트버스키와 대니얼 카너먼은 불확실성 하에서의 판단에 사용되는 "휴리스틱과 편향"을 조사하는 일련의 논문에 대한 작업을 시작했다. 그 이전에는 인간의 판단 분야에서 인간은 합리적 행위자라는 견해가 지배적이었다. 카너먼과 트버스키는 불확실성 하에서의 판단이 광범위한 알고리즘 처리보다는 제한된 수의 단순화 휴리스틱에 의존하는 경우가 많다고 설명했다. 곧, 이 아이디어는 학술 심리학을 넘어 법률, 의학, 정치학으로 퍼져나갔다. 이 연구는 이상화된 판단 모델의 기술적 적합성에 의문을 제기하고, 동기화된 비합리성을 가정하지 않고도 인간의 오류를 설명하는 인지 과정에 대한 통찰력을 제공했다. 사람들이 의존할 수 있는 단순화 전략 중 하나는 얼마나 많은 유사한 사례가 떠오르는지에 따라 사건의 빈도에 대해 판단하는 경향이다. 1973년, 아모스 트버스키와 대니얼 카너먼은 이 현상을 처음으로 연구하고 이를 "가용성 휴리스틱"이라고 명명했다. 가용성 휴리스틱은 특정 주제, 개념, 방법 또는 결정을 평가할 때 주어진 사람의 마음에 떠오르는 즉각적인 사례에 의존하는 정신적 지름길이다. 따라서 사람들은 비교적 멀리 떨어진 개념에 대한 자신의 신념을 쉽게 이용할 수 있는 사실에 기반하는 경향이 있다. 이 휴리스틱에 대한 많은 연구가 수행되었지만, 그 기저 과정에 대해서는 여전히 의문스러운 연구들이 있다. 연구들은 회상 용이성에 대한 주관적 경험을 증가시키기 위한 조작이 회상 양에도 영향을 미칠 가능성이 있음을 보여준다. 또한, 이는 얻어진 빈도, 가능성 또는 전형성에 대한 추정치가 참가자의 현상학적 경험에 기반한 것인지 또는 편향된 회상된 정보 샘플에 기반한 것인지를 결정하기 어렵게 만든다.
그러나 일부 교과서는 "개인의 판단은 항상 떠오르는 것에 기반한다"고 가용성 휴리스틱을 소개하며 후자의 해석을 선택했다. 예를 들어, 어떤 사람에게 영어 단어 중 k로 시작하는 단어가 더 많은지 아니면 k가 세 번째 글자인 단어가 더 많은지 묻는다면, 그 사람은 k로 시작하는 단어를 더 많이 떠올릴 수 있을 것이고, k가 세 번째 글자보다 첫 번째 글자로 더 자주 나온다고 잘못 결론 내릴 것이다. 이 위키백과 문서 자체를 예로 들면, "likely", "make", "take", "ask", 그리고 "Wikipedia"와 같은 단어는 여러 번 나오지만 (이름 제외) 초성 K는 "know"와 "key" 두 번만 나온다.

## 연구
채프먼(1967)은 두 사건이 동시에 발생하는 빈도 판단의 편향에 대해 설명했다. 이 시연은 짝을 이룬 자극의 동시 발생이 참가자들이 짝짓기의 빈도를 과대평가하도록 이끌었음을 보여주었다. 이 아이디어를 시험하기 위해 참가자들에게 여러 가상의 정신 질환자에 대한 정보가 주어졌다. 각 환자의 데이터는 임상 진단과 환자가 그린 그림으로 구성되었다. 나중에 참가자들은 각 진단이 그림의 다양한 특징과 동반된 빈도를 추정했다. 피험자들은 이러한 동시 발생(예: 의심과 기이한 눈)의 빈도를 엄청나게 과대평가했다. 이 효과는 환상적 상관관계라고 명명되었다. 트버스키와 카너먼은 가용성이 환상적 상관관계 효과에 대한 자연스러운 설명을 제공한다고 제안했다. 두 사건 간의 연관성 강도는 두 사건이 얼마나 자주 동시에 발생하는지에 대한 판단의 근거를 제공할 수 있다. 연관성이 강할 때, 사건들이 자주 짝을 이루었다고 결론 내릴 가능성이 높아진다. 강한 연관성은 자주 함께 발생했다고 생각될 것이다.
트버스키와 카너먼의 가용성 휴리스틱에 대한 첫 번째 조사에서 피험자들은 "영어 텍스트에서 무작위 단어를 선택할 경우, 그 단어가 K로 시작할 가능성이 더 높습니까, 아니면 K가 세 번째 글자일 가능성이 더 높습니까?"라는 질문을 받았다. 그들은 영어를 사용하는 사람들이 "K"로 시작하는 많은 단어(kangaroo, kitchen, kale)를 즉시 떠올리겠지만, "K"가 세 번째 글자인 단어(acknowledge, ask)는 더 집중적인 노력이 필요할 것이라고 주장한다. 결과는 참가자들이 "K"로 시작하는 단어의 수를 과대평가하고 "K"가 세 번째 글자인 단어의 수를 과소평가했음을 나타냈다. 트버스키와 카너먼은 사람들이 두 범주의 가용성을 비교하고 이러한 사례를 얼마나 쉽게 회상할 수 있는지 평가함으로써 이러한 질문에 답한다고 결론 내렸다. 다시 말해, "K"로 시작하는 단어를 떠올리는 것이 "K"가 세 번째 글자인 단어보다 더 쉽다. 따라서 사람들은 "K"로 시작하는 단어가 더 흔하다고 판단한다. 그러나 실제로는 일반적인 텍스트에는 "K"가 세 번째 글자인 단어가 "K"가 첫 번째 글자인 단어보다 두 배 더 많다.
트버스키와 카너먼의 중요한 논문에는 가용성 휴리스틱을 지지하는 다른 여러 연구의 결과도 포함되어 있다. "K" 연구 결과 외에도 그들은 다음을 발견했다.
참가자들에게 두 개의 시각적 구조를 보여주고 더 많은 경로가 있는 구조를 선택하도록 요청했을 때, 참가자들은 더 명확하게 이용 가능한 경로가 있는 구조에서 더 많은 경로를 보았다. 참가자들이 선택한 구조에서는 더 많은 열과 더 짧고 명확한 경로가 있었으며, 이는 그들에게 더 쉽게 이용 가능하게 만들었다. 참가자들이 추정 작업을 포함하는 작업을 완료하도록 요청받았을 때, 그들은 종종 최종 결과를 과소평가했다. 참가자들은 문제에 대한 빠른 첫인상에 따라 최종 추정치를 내렸다. 참가자들은 특히 문제가 여러 단계로 구성될 때 어려움을 겪었다. 이는 참가자들이 초기 인상에 따라 추정치를 내렸기 때문에 발생했다. 참가자들은 초기 단계에서 형성된 인상 때문에 후기 단계에서 높은 성장률을 설명하지 못했다. 이는 숫자가 1x2x3x4x5x6x7x8 또는 8x7x6x5x4x3x2x1로 제시된 곱셈 작업에 대한 답을 추정하도록 요청한 작업에서 다시 나타났다. 큰 숫자가 먼저 제시된 방정식(8x7x6...)을 제시받은 참가자들은 작은 숫자가 먼저 제시된 참가자들(1x2x3...)보다 훨씬 더 높은 결과를 추정했다. 참가자들에게 추정치를 내릴 짧은 시간이 주어졌으므로, 참가자들은 쉽게 이용 가능한 것에 따라 추정치를 내렸는데, 이 경우 시퀀스의 처음 몇 개 숫자였다.

## 설명
많은 연구자들은 가용성 휴리스틱을 생성하는 심리적 과정을 식별하려고 시도했다.
트버스키와 카너먼은 기억에서 회상된 예시의 수가 그러한 예시가 발생하는 빈도를 추론하는 데 사용된다고 주장한다. 이 설명을 시험하기 위한 실험에서 참가자들은 19명의 유명한 여성과 20명의 덜 유명한 남성 또는 19명의 유명한 남성과 20명의 덜 유명한 여성이 포함된 이름 목록을 들었다. 이어서 일부 참가자들은 가능한 한 많은 이름을 회상하도록 요청받았고, 다른 참가자들은 목록에서 남성 또는 여성 이름이 더 자주 나오는지 추정하도록 요청받았다. 유명 연예인의 이름은 덜 유명한 연예인의 이름보다 더 자주 회상되었다. 대다수의 참가자들은 더 유명한 이름과 관련된 성별이 덜 유명한 이름과 관련된 성별보다 더 자주 제시되었다고 잘못 판단했다. 트버스키와 카너먼은 가용성 휴리스틱이 많은 상황에서 확률을 판단할 때 효과적인 전략이지만, 이 휴리스틱의 사용은 예측 가능한 오류 패턴으로 이어질 수 있다고 주장한다.
반면에 슈바르츠와 그의 동료들은 회상 용이성 설명을 제안했는데, 여기서는 예시의 수가 아니라 예시가 얼마나 쉽게 떠오르는지가 주어진 부류의 빈도를 추론하는 데 사용된다. 슈바르츠와 동료들의 연구에서 그들의 설명을 시험하기 위해 참가자들은 자신의 단호하거나 매우 비단호한 행동의 6가지 또는 12가지 예시를 회상하도록 요청받았다. 나중에 참가자들은 자신의 단호함을 평가하도록 요청받았다. 사전 테스트에서는 대부분의 참가자들이 12가지 예시를 생성할 수 있었지만, 이는 어려운 작업임이 나타났다. 결과는 참가자들이 단호하지 않은 행동에 비해 6가지 단호한 행동의 예시를 설명한 후 자신을 더 단호하다고 평가했지만, 단호하지 않은 행동에 비해 12가지 단호한 행동의 예시를 설명한 후 자신을 덜 단호하다고 평가했음을 나타냈다. 이 연구는 회상된 내용이 판단에 미치는 영향의 정도가 회상된 내용의 양보다는 내용이 얼마나 쉽게 떠오를 수 있는지(12가지 예시보다 6가지 예시를 회상하는 것이 더 쉬웠음)에 의해 결정된다는 것을 보여주었다.
본(Vaughn, 1999)의 연구는 불확실성이 가용성 휴리스틱 사용에 미치는 영향을 조사했다. 대학생들은 기말고사에서 A를 받기 위해 사용할 수 있는 세 가지 또는 여덟 가지 다른 학습 방법을 나열하도록 요청받았다. 연구자들은 또한 학기 중 학생들에게 설문지를 작성하도록 요청하는 시기를 조작했다. 참가자의 약 절반은 수업 3주차에 학습 방법을 요청받았고, 나머지 절반은 수업 마지막 날에 요청받았다. 다음으로 참가자들은 가장 쉬운 수업과 가장 어려운 수업에서 A를 받을 가능성이 얼마나 되는지 평가하도록 요청받았다. 그런 다음 참가자들은 이전에 나열한 예시를 회상하는 데 겪었던 어려움을 순위로 매기도록 요청받았다. 연구자들은 학생들이 나열한 학습 방법의 수에 따라 가용성 휴리스틱을 사용하여 자신의 성적을 예측할 것이라고 가정했으며, 이는 학기 초에 가장 어려운 기말고사에 대해서만 적용될 것이라고 가정했다. 학생들은 학기 말이나 가장 쉬운 기말고사에 대해 가용성 휴리스틱을 사용하여 성적을 예측할 것으로 예상되지 않았다. 연구자들은 참가자들이 학기 내내 자신의 성과에 대해 불확실할 것이기 때문에 이러한 가용성 휴리스틱 사용을 예측했다. 결과는 학생들이 학기 초에 가장 어려운 기말고사에 대해 질문을 받았을 때, 나열한 학습 방법의 회상 용이성을 기반으로 가용성 휴리스틱을 사용하여 자신의 성과를 예측했음을 나타냈다. 학생이 학습 방법 세 가지만 나열했다면, 학기 말에 가장 어려운 기말고사에 대해서만 더 높은 성적을 예측했다. 학생들이 학습 방법 여덟 가지를 나열했다면, 방법을 회상하는 데 더 어려움을 겪었으므로 가장 어려운 기말고사에 대해 더 낮은 최종 성적을 예측했다. 결과는 학생들이 학습 방법과 상관없이 A를 받을 것이라고 확신했기 때문에 쉬운 기말고사 조건에서는 나타나지 않았다. 이 결과는 이 가설을 지지하고 불확실성 수준이 가용성 휴리스틱 사용에 영향을 미친다는 사실에 대한 증거를 제공했다.

## 적용

### 미디어
아동 유괴에 대한 뉴스 기사를 본 후, 사람들은 이 사건의 가능성이 더 크다고 판단할 수 있다. 언론 보도는 살인이나 항공 사고와 같은 비정상적인 사건에 대한 광범위하고 집중적인 보도를 통해, 그리고 일반적인 질병이나 자동차 사고와 같은 더 일상적이고 덜 선정적인 사건에 대한 보도를 줄임으로써 사람의 사례 편향을 부추길 수 있다. 예를 들어, 다양한 사망 원인의 확률을 평가해 달라고 요청받았을 때, 사람들은 기억에서 사례를 더 쉽게 떠올릴 수 있기 때문에 "뉴스 가치 있는" 사건을 더 가능성이 높다고 평가하는 경향이 있다. 더욱이, 살인, 상어 공격 또는 번개와 같은 비정상적이고 생생한 사건은 일반적인 질병과 같은 흔하고 선정적이지 않은 사망 원인보다 대중 매체에 더 자주 보도된다.
예를 들어, 많은 사람들은 상어 공격으로 사망할 가능성이 추락하는 비행기 부품에 맞아 사망할 가능성보다 크다고 생각하지만, 실제로는 추락하는 비행기 부품에 맞아 사망하는 사람이 더 많다. 상어 공격이 발생하면 사망 소식이 미디어에 널리 보도되는 반면, 추락하는 비행기 부품에 맞아 사망하는 경우는 미디어에 거의 보도되지 않는다.
사회적 현실 판단을 형성할 때 생생한 텔레비전 묘사가 어떻게 사용되는지 탐구한 2010년 연구에서, 생생한 폭력 미디어를 시청한 사람들은 생생한 텔레비전에 노출되지 않은 사람들보다 현실 세계에서 범죄와 경찰 비도덕성의 유병률에 대해 더 높은 추정치를 내놓았다. 이러한 결과는 텔레비전 폭력이 실제로 참가자의 사회적 현실 신념에 직접적인 인과적 영향을 미친다는 것을 시사한다. 생생한 폭력에 반복적으로 노출되면 현실 세계에서 범죄와 폭력의 유병률에 대한 사람들의 위험 추정치가 증가한다. 이러한 결과와는 반대로, 유사한 연구의 연구자들은 이러한 효과가 새로운 정보의 효과 때문일 수 있다고 주장했다. 연구자들은 극적인 위험 사건을 묘사하는 영화를 보여주고 영화 상영 후 위험 평가를 측정하여 새로운 정보 효과를 테스트했다. 이전 연구와는 달리, 극적인 영화 노출로 인한 위험 인식에 대한 장기적인 효과는 없었다. 그러나 이 연구는 영화의 특이한 효과에 대한 증거를 발견했다. 즉, 사람들은 영화 직후 위험 신념이 강화되거나 약화되는 반응을 보였고, 이는 10일 후 사라졌다.
또 다른 측정 가능한 효과는 다른 원인으로 인한 살인과 비교했을 때 테러로 인한 사망률의 부정확한 추정이다.

### 건강
연구자들은 에이즈 위험 평가 과정에서 인지 휴리스틱의 역할을 조사했다. 331명의 의사들이 업무 중 인간면역결핍 바이러스 노출에 대한 걱정과 에이즈 환자 경험을 보고했다. 배포된 설문지 답변을 분석한 결과, 연구자들은 에이즈 정보의 가용성이 인지된 위험과 강하게 관련되지 않는다는 결론을 내렸다.
1992년 연구 참가자들은 성별과 성적 선호도가 다른 가상 환자의 사례 설명을 읽었다. 이 가상 환자들은 다섯 가지 다른 질병(에이즈, 백혈병, 인플루엔자, 뇌수막염, 충수염)으로 인해 발생할 수 있는 증상을 보였다. 참가자들은 환자가 어떤 질병에 걸렸다고 생각하는지 표시한 다음, 환자 책임과 상호작용 선호도를 평가하도록 지시받았다. 가용성 휴리스틱과 일치하게, 더 흔한 질병(인플루엔자) 또는 더 널리 알려진 질병(에이즈)이 선택되었다.

### 비즈니스 및 경제
한 연구는 금융 시장에서 가용성 휴리스틱의 역할을 분석하고자 했다. 연구자들은 가용성 휴리스틱의 두 가지 측면을 정의하고 테스트했다.
- 결과 가용성 – 긍정적 및 부정적 투자 결과의 가용성, 그리고
- 위험 가용성 – 금융위험의 가용성.[19]

상당한 주식시장 변동이 있는 날에는 업그레이드에 대한 비정상적인 주가 반응이 다운그레이드에 대한 반응보다 약하다. 이러한 가용성 효과는 사건별 및 회사별 요인을 통제한 후에도 여전히 유의미하다.
마찬가지로, 연구에 따르면 가용성 휴리스틱 하에서는 인간이 모든 관련 정보를 처리하는 대신 현재 정보나 쉽게 기억나는 정보에 더 많은 비중을 두어 확률을 평가하기 때문에 신뢰할 수 없다. 현재 경제 상태에 대한 정보가 쉽게 이용 가능하므로, 연구자들은 경기 순환의 속성을 노출시켜 분석가들의 성장 예측에서 가용성 편향을 예측하려고 시도했다. 그들은 가용성 휴리스틱이 이러한 이유로 예측 분석에서 역할을 하고 투자에 영향을 미친다는 것을 보여주었다.
결과적으로, 투자자들은 가용성 휴리스틱을 사용하여 결정을 내리고 결과적으로 자신의 투자 성공을 방해할 수 있다. 투자자가 비참한 시장 환경에 대한 지속적인 인식을 가지고 있다면, 이는 투자 기회를 지나치게 부정적인 시각으로 보게 하여, 인식된 "안전한" 투자에 대한 수익이 아무리 적더라도 투자 위험을 감수하는 것을 덜 매력적으로 만들 수 있다. 예를 들어, 프랭클린 템플턴의 연례 글로벌 투자자 심리 설문조사 1은 개인들에게 S&P 500 지수가 2009년, 2010년, 2011년에 어떻게 움직였다고 생각하는지 물었다. 응답자의 66%는 2009년에 시장이 보합이거나 하락했다고 생각한다고 말했고, 48%는 2010년에 대해, 53%는 2011년에 대해 같은 말을 했다. 실제로는 S&P 500은 2009년에 26.5%, 2010년에 15.1%, 2011년에 2.1%의 연간 수익률을 기록했다. 이는 극적이고 고통스러운 사건에 기반한 지속적인 인식이 그러한 사건이 끝난 후에도 의사결정에 영향을 미치고 있음을 의미한다.
또한, 하이보르와 와시에스키의 연구에 따르면, 특정 행위가 도덕적으로 용인될 수 있다고 믿는 다른 사람들의 가용성은 그 행위의 도덕성에 대한 다른 사람들의 인식과 양의 상관관계가 있다. 이는 가용성 휴리스틱이 조직 내 윤리적 의사결정과 윤리적 행동에도 영향을 미친다는 것을 시사한다.

### 교육
크레이그 R. 폭스(Craig R. Fox)의 연구는 가용성 휴리스틱이 교실에서 어떻게 작동하는지에 대한 예를 제공한다. 이 연구에서 폭스는 회상의 어려움이 판단, 특히 대학생들의 강의 평가에 영향을 미치는지 테스트한다. 그의 연구에서 그는 두 그룹에게 강의 평가 양식을 작성하게 했다. 첫 번째 그룹에게는 강의에 대한 개선 사항 두 가지(비교적 쉬운 작업)를 작성한 다음, 강의에 대한 긍정적인 점 두 가지를 작성하도록 요청했다. 두 번째 그룹에게는 교수가 개선할 수 있는 사항 열 가지(비교적 어려운 작업)를 작성한 다음, 강의에 대한 긍정적인 의견 두 가지를 작성하도록 요청했다. 평가가 끝난 후, 두 그룹 모두에게 1에서 7까지의 척도로 강의를 평가하도록 요청했다. 결과는 열 가지 제안을 작성하도록 요청받은 학생들(어려운 작업)은 정보를 회상하기가 더 어려웠기 때문에 강의를 덜 가혹하게 평가했다. 10가지 제안을 작성하도록 요청받은 그룹의 대부분의 학생들은 강의에 불만족했던 사례를 더 이상 회상할 수 없어 두 가지 이상을 작성하지 못했다. 두 가지 불만 사항만 있는 더 쉬운 평가를 하도록 요청받은 학생들은 정보 가용성 측면에서 어려움이 덜했기 때문에 강의를 더 가혹하게 평가했다.
마리 게르텐(Marie Geurten)의 또 다른 연구는 어린 아이들에게 가용성 휴리스틱을 테스트하고자 했다. 다양한 연령(4세에서 8세)의 아이들이 이름 목록을 생성하는 작업을 받았는데, 일부는 짧은 목록을, 일부는 긴 목록을 요청받았다. 연구는 그 다음 아이들 자신의 이름 회상 능력에 대한 인상을 평가했다. 짧은 목록을 생성하는 작업을 받은 아이들은 긴 목록을 생성하는 작업을 받은 아이들보다 이름 회상 능력에 대한 인식이 더 높았다. 연구에 따르면, 이는 아이들이 자신의 회상 능력을 회상 용이성에 대한 주관적인 경험에 기반하여 평가했음을 시사한다.

### 형사 사법
언론은 보통 폭력적이거나 극단적인 사건에 초점을 맞추는데, 이러한 사건들은 대중의 마음에 더 쉽게 각인된다. 이는 사법 시스템이 범죄에 대한 적절한 처벌을 평가하고 결정할 때 영향을 미칠 수 있다. 한 연구에서 응답자들은 "무장 강도 혐의로 유죄 판결을 받은 모든 범죄자에게 최소 2년의 징역형을 선고하는 법을 지지하시겠습니까?"와 같은 가상의 법률 및 정책에 얼마나 동의하는지 평가했다. 그런 다음 참가자들은 사례를 읽고 처벌에 대한 여러 질문에 대해 각 사례를 평가했다. 가설대로, 응답자들은 심각한 피해를 포함하는 이야기를 장기 기억에서 더 쉽게 회상했으며, 이는 그들의 양형 선택에 영향을 미쳐 더 가혹한 처벌을 요구하게 만들었다. 이는 덜 심각한 부상에 대한 범죄 이야기에 구체적이거나 맥락적으로 독특한 세부 사항을 추가함으로써 제거될 수 있다.
유사한 연구에서는 배심원과 대학생들에게 징역형이 가능하지만 불가피한 양형 결과는 아닌 네 가지 심각한 형사 사건에 대해 판결을 선택하도록 요청했다. 법원 성과에 대한 여론 조사 질문에 답하는 응답자들은 법원이 무엇을 하는지에 대한 그림을 형성한 다음, 그 행동의 적절성을 평가했다. 응답자들은 범죄와 양형에 대한 공개 정보를 회상했다. 이러한 정보는 뉴 미디어가 보통의 것보다는 폭력적이고 극단적인 범죄에 초점을 맞춰 매우 선별적이고 비대표적인 범죄 선택을 제시하기 때문에 불완전하다. 이로 인해 대부분의 사람들은 판사들이 너무 관대하다고 생각한다. 그러나 처벌을 선택하도록 요청받았을 때, 학생들이 내린 판결은 판사들이 내린 판결과 같거나 덜 가혹했다. 다시 말해, 가용성 휴리스틱은 사람들이 법정에서 판사들과 배심원들이 너무 관대하다고 믿게 만들었지만, 참가자들은 판사의 위치에 놓였을 때 유사한 판결을 내렸는데, 이는 그들이 회상한 정보가 정확하지 않았음을 시사한다.
1989년 연구자들은 모의 배심원단이 증인이 거짓말을 하기 전에 진실을 말한 경우, 증인이 먼저 거짓말을 한 후 진실을 말한 경우보다 증인을 더 기만적이라고 평가할 것이라고 예측했다. 만약 가용성 휴리스틱이 여기에 역할을 한다면, 두 번째 거짓말(더 최근이기 때문에)이 배심원단의 마음에 남아 있을 것이고 그들은 진실성보다 증인의 거짓말을 더 기억할 것이다. 이 가설을 테스트하기 위해 312명의 대학생이 모의 배심원단 역할을 맡아 재판 중 증인이 증언하는 비디오테이프를 시청했다. 모의 배심원단이 가장 최근의 행동에 가장 큰 영향을 받았으므로 결과는 가설을 확인했다.

### 인지된 위험
이전 연구들은 가상의 사건을 설명하는 것이 인과 관계를 생성함으로써 그 사건을 더 가능성이 있게 만든다는 것을 보여주었다. 그러나 그러한 효과는 가용성 휴리스틱의 사용을 통해 발생할 수 있다. 즉, 사건을 상상하기 쉬워지면서 주관적 가능성이 증가한다.
한 연구에서는 참가자들에게 두 가지 질병 중 하나를 선택하도록 요청했다. 연구자들은 어떤 질병이 사망을 유발할 가능성이 더 높다고 생각하는지 알고 싶었다. 이 연구에서 그들은 참가자들에게 뇌졸중과 천식 중 어느 것이 사망할 가능성이 더 높은지 선택하도록 요청했다. 연구자들은 그것이 그들에게 이용 가능한 경험에 달려 있다고 결론 내렸다. 만약 그들이 두 질병 중 하나로 사망한 사람을 알거나 들었다면, 그들은 그것이 사망에 대한 더 높은 위험이라고 인식했다.

### 생생함 효과
108명의 학부생을 대상으로 한 두 연구는 생생한 정보와 그것이 사회적 판단에 미치는 영향, 그리고 생생함 효과를 중재하는 데 있어 가용성 휴리스틱의 역할을 조사했다.
연구 1에서는 피험자들이 7살 아들과 함께 사는 여성에 대해 묘사하는 테이프 녹음을 들었다. 피험자들은 그 다음 여성의 부모로서의 적합성에 대한 주장을 듣고 그녀의 적합성 또는 부적합성에 대한 자신만의 결론을 내리도록 요청받았다. 구체적이고 다채로운 언어가 여성의 어머니로서의 적합성에 대한 판단에 영향을 미치는 것으로 나타났다.
연구 2에서는 남성과 여성 이름 목록이 피험자들에게 제시되었다. 각 이름에 대해 피험자들은 해당 개인의 대학 소속(예일 또는 스탠포드)을 들었다. 일부 이름이 제시될 때, 피험자들은 동시에 해당 개인을 묘사한다고 주장하는 사진을 보았다. 이어서, 피험자들이 무엇을 기억할 수 있는지(가용성의 측정치로) 평가하기 위해, 각 이름이 다시 제시되었고, 원래 제시되었다면 적절한 사진도 함께 제시되었다. 이 연구는 사진의 표시 또는 비표시가 원래 목록에 이름이 나타난 남성과 여성 표본에서 예일(대 스탠포드) 학생의 비율에 대한 피험자들의 추정치를 편향시켰는지, 그리고 이러한 추정된 비율이 목록에 있는 개별 학생들의 대학 소속에 대한 응답자들의 기억과 인과적으로 관련이 있는지를 고려했다. 사진의 존재는 두 대학의 남녀 학생 비율에 대한 판단에 영향을 미쳤다. 이러한 효과는 일반적으로 생생하게 제시된 정보가 기억에 쉽게 접근 가능하다는 점, 즉 가용성 휴리스틱에 기인한다고 여겨져 왔다.
두 연구 모두에서 생생함은 가용성(회상 능력)과 판단 모두에 영향을 미쳤다. 그러나 인과 모델링 결과는 가용성 휴리스틱이 판단 과정에서 역할을 하지 않았음을 나타냈다.

### 빈도 및 확률 판단
일반적으로 가용성은 생태학적 빈도와 상관관계가 있지만, 다른 요인에도 영향을 받는다. 따라서 가용성 휴리스틱에 의존하는 것은 체계적인 편향으로 이어진다. 이러한 편향은 단어 분류, 조합 결과, 반복되는 사건의 판단 빈도에서 나타난다. 환상적 상관관계 현상은 가용성 편향으로 설명된다.
원래의 트버스키와 카너먼(1973) 연구에서 논의된 세 가지 주요 요인은 반복 빈도, 동시 발생 빈도, 환상적 상관관계이다. 반복 빈도의 사용은 관련 사례를 검색하는 데 도움이 된다. 이 현상 뒤에 있는 아이디어는 범주 또는 목록 내에서 사례가 더 많이 반복될수록 두 사례 간의 연결이 더 강해진다는 것이다. 그러면 개인은 사례 간의 강한 연관성을 사용하여 사례의 빈도를 결정한다. 결과적으로 범주 또는 목록과 특정 사례 간의 연관성은 종종 빈도 판단에 영향을 미친다. 동시 발생 빈도는 반복 빈도와 강하게 관련되어 있으며, 항목 쌍이 더 많이 반복될수록 두 항목 간의 연관성이 강해져 동시 발생 빈도를 추정할 때 편향으로 이어진다. 동시 발생 빈도 현상으로 인해 환상적 상관관계도 종종 큰 역할을 한다.
빈도와 확률에서 가용성 휴리스틱에 영향을 미치는 또 다른 요인은 예시이다. 예시는 회상 과정에서 두드러지는 전형적인 예시이다. 참가자들이 다른 집합 크기(수업에 남성이 몇 명이고 여성이 몇 명인지)가 무엇이라고 생각하는지 물었을 때, 참가자들은 각 집합의 크기를 결정하기 위해 예시를 사용할 것이다. 참가자들은 눈에 띄는 이름의 회상 용이성에 따라 답을 도출할 것이다. 참가자들은 30초 동안 수업 구성원 이름 목록을 읽은 다음, 수업의 남녀 비율을 질문받았다. 참가자의 대답은 예시 회상에 달려 있었다. 만약 참가자가 목록을 읽으면서 잭과 같은 더 흔한 남성 이름을 더 많이 보았다고 회상했지만, 수업에 있는 유일한 여성 이름이 디피카와 같은 흔치 않은 이름이었다면, 참가자는 남성이 여성보다 더 많다고 회상할 것이다. 목록에 더 흔한 여성 이름과 흔치 않은 남성 이름이 있었다면 그 반대도 마찬가지였다. 가용성 휴리스틱 때문에 더 쉽게 이용 가능한 이름이 회상될 가능성이 높으며, 따라서 확률 판단을 변경할 수 있다.
가용성 휴리스틱과 예시의 또 다른 예는 바다에서 상어를 보는 것이다. 상어를 보는 것은 돌고래를 보는 것보다 개인의 기억에 더 큰 영향을 미친다. 만약 누군가가 바다에서 상어와 돌고래를 모두 본다면, 돌고래가 기억에 덜 영향을 미쳤기 때문에 돌고래를 본 것을 덜 인지할 것이다. 상어를 본 것의 더 큰 영향 때문에, 가용성 휴리스틱은 바닷속 상어와 돌고래의 비율에 대한 확률 판단에 영향을 미칠 수 있다. 따라서 상어와 돌고래를 모두 본 사람은 실제로는 돌고래가 더 많더라도 바닷속 상어의 비율이 더 높다고 가정할 것이다.

## 비판

### 회상 용이성 비판
가용성 휴리스틱에 대한 트버스키와 카너먼의 원래 연구에 대한 가장 초기이자 가장 강력한 비판 중 하나는 슈바르츠 외의 연구였는데, 이 연구는 회상 용이성이 개념의 가용성을 결정하는 핵심 요소임을 발견했다. 이 원래 가용성 휴리스틱 모델에 대한 비판 이후 많은 연구들이 이 초기 비판, 즉 회상 용이성 요인이 가용성 휴리스틱 자체의 필수적인 측면이 되었다는 것을 반복했다 (연구 섹션 참조).

### 대안적 설명
가용성 휴리스틱에 대한 많은 비판은 슈바르츠 외가 제안한 것처럼, 우리 마음에 가용해지는 내용을 활용하는 것이 회상 용이성에 기반하지 않는다고 주장했다. 예를 들어, K로 시작하는 단어를 K가 세 번째 글자인 단어보다 더 많이 회상하는 것이 우리가 단어를 기억 속에 범주화하고 처리하는 방식에서 비롯될 수 있다고 주장할 수 있다. 만약 우리가 첫 글자를 기준으로 단어를 범주화하고 동일한 과정을 통해 회상한다면, 이는 가용성 휴리스틱보다 대표성 휴리스틱을 더 지지할 것이다. 이러한 설명 가능성을 바탕으로 일부 연구자들은 가용성 휴리스틱에 대한 고전적인 연구들이 사람들의 기본적인 정신 과정을 설명하지 못한다는 점에서 너무 모호하다고 주장했다. 실제로 Wanke 외의 연구는 이러한 시나리오가 가용성 휴리스틱을 테스트하는 데 사용되는 상황에서 발생할 수 있음을 입증했다.
두 번째 연구 계열은 빈도 추정이 우리가 빈도 판단을 할 때 사용하는 유일한 전략이 아닐 수 있음을 보여주었다. 최근의 연구는 우리의 상황적 작업 기억이 장기 기억에 접근할 수 있으며, 이 기억 회상 과정에는 더 정확한 확률을 결정하는 능력이 포함된다는 것을 보여주었다.

## 같이 보기
- 실어증
- 확증 편향
- 도박사의 오류